# Neuvireuil
Neuvireuil là một xã trong tỉnh Pas-de-Calais, vùng Hauts-de-France, Pháp.

## Địa lý
Neuvireuil có cự ly 7 dặm (11 km) về phía đông bắc Arras, tại giao lộ của các tuyến đường D46 và D48.

## Dân số
| 1962                                                              | 1968 | 1975 | 1982 | 1990 | 1999 | 2006 |
| ----------------------------------------------------------------- | ---- | ---- | ---- | ---- | ---- | ---- |
| 360                                                               | 362  | 330  | 424  | 474  | 451  | 466  |
| Số liệu điều tra dân số tính từ năm 1962, dân số chỉ tính một lần |      |      |      |      |      |      |

## Địa điểm nổi bật
- Nhà thờ St.Amé, xây lại sau thế chiến I.